# 케이지 디 엘리펀트
케이지 디 엘리펀트(Cage the Elephant)는 미국의 록 밴드이다.